# Опіум (фільм)
«Опіум» — радянський художній фільм 1991 року, знятий режисером Тураном Дуйсебаєвим.

## Сюжет
До старого приходить давній знайомий і просить дати йому провідника з кіньми до Ташкента. Боячись відмовити і здогадуючись про нечисті помисли того, хто просить, старий звертається за допомогою до міліції. У провідники виділяється спеціальна людина.

## У ролях
- Тунгишбай Жаманкулов — головна роль
- Асилболат Ісмагулов — головна роль
- Танатар Мирзагулов — головна роль
- Арман Турдиєв — роль другого плану
- Володимир Воложанкін — роль другого плану

## Знімальна група
- Режисер — Туран Дуйсебаєв
- Сценарист — Туран Дуйсебаєв
- Оператор — Абільтай Кастєєв
- Композитор — Базарбай Джуманіязов